# 제28(마오리)대대
제28(마오리)대대(28th (Māori) Battalion)는 제2차 세계 대전에 종군한 뉴질랜드 육군의 보병대대다. 마오리 대대(Māori Battalion)라는 별명으로 흔히 알려져 있다. 마오리 대대는 제1차 세계 대전 때 성공적인 성과를 거둔 뉴질랜드(마오리) 선발공병대대를 모범으로 하여 출범되었다.
1940년 제2차 뉴질랜드 원정군(2NZEF)의 예하 부대로서 소집된 제28(마오리)대대는 제2뉴질랜드 사단에 배속되어 사단의 3개 보병여단들과 함께 움직였다. 마오리 대대는 그리스, 북아프리카, 이탈리아 전역에서 싸웠으며 연합군과 독일군 양측의 지휘관들에게 모두 호평을 받았다. 전쟁이 끝난 뒤에는 영국 연방 점령군에 배속되어 일본에서 군정 업무를 돕다가 1946년 1월 해산되었다.